# Екатерина Гусева
Екатерина Константи́новна Гусева (на руски: Екатери́на Константи́новна Гу́сева) е руска актриса. 

## Биография
Родена е на 9 юли 1976 година в Москва, СССР. От 1997 до 2007 година участва в над 16 филма и сериала. Първата си главна роля получава в сериала „Бригада“.На 11 години започва да учи в Московското училище по изкуства, където се занимава с музика и вокал. Това е началото на нейния път към сцената.

## Образование
Екатерина Гусева завършва Театралното училище на името на Борис Щукин през 1997 г. Нейният наставник е известният режисьор Владимир Меньшов, който играе важна роля в кариерата й.